# Філіпп Ермено
Філіпп Ермено (фр. Philippe Ermenault, 29 квітня 1969) — французький велогонщик.
Олімпійський чемпіон 1996 року в командній гонці переслідування, срібний призер 1996 року в індивідуальній гонці пересідування, учасник 1992, 2000 років.
Чемпіон світу з трекових велоперегонів 1997 (індивідуальна гонка переслідування), 1998 (індивідуальна гонка переслідування) років, срібний призер 1993 (індивідуальна гонка переслідування), 1996 (командна гонка переслідування), 1999 (командна гонка переслідування) років, бронзовий призер 1997 року в командній гонці переслідування.